# Oksana Domnina

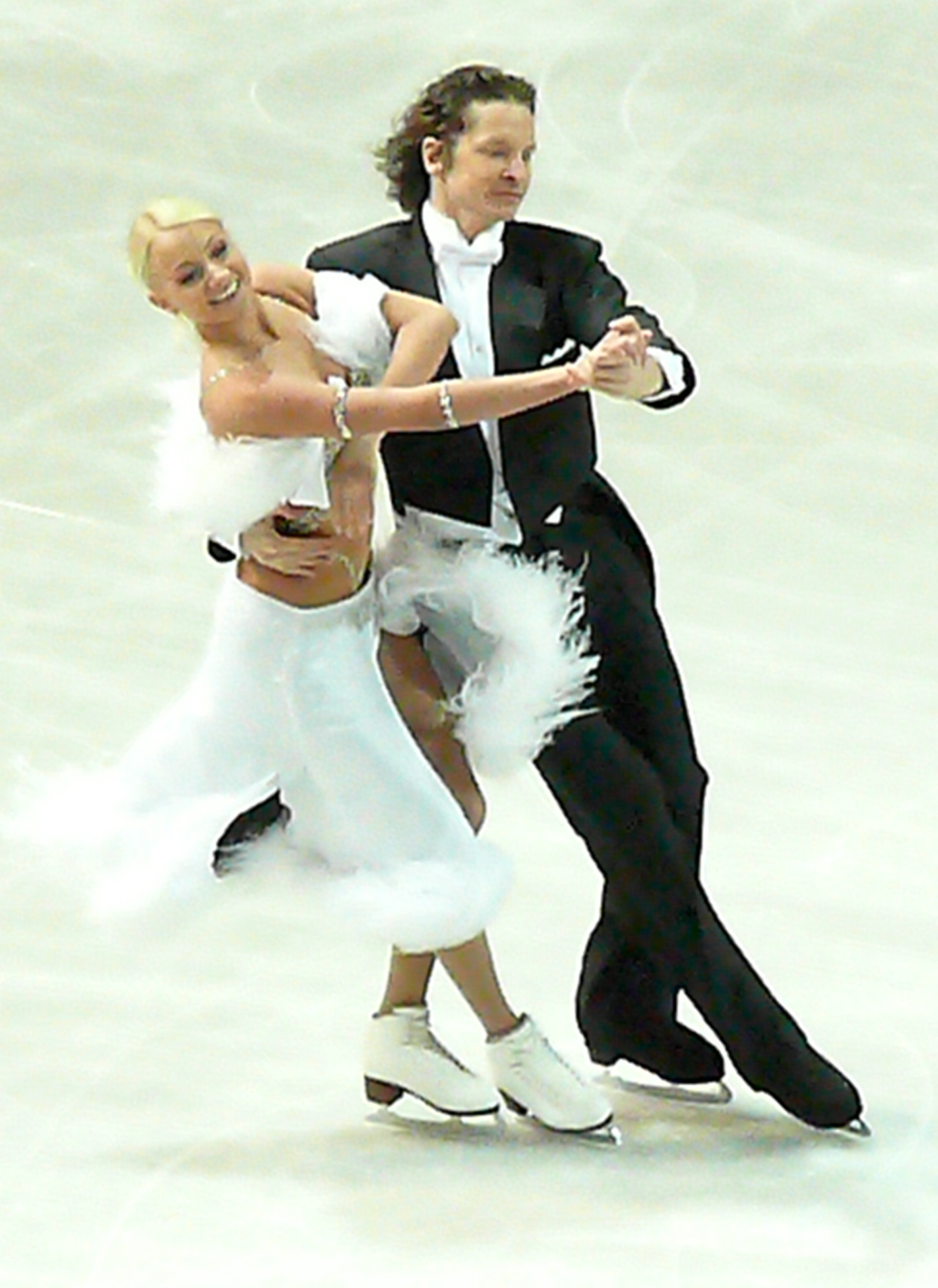
Oksana Domnina en Maxim Shabalin

Oksana Aleksandrovna Domnina (Russisch: Оксана Александровна Домнина) (Kirov, 17 augustus 1984) is een Russische kunstschaatsster.
Domnina is actief in het ijsdansen en sinds 2002 is Maksim Sjabalin haar vaste sportpartner. Zij trainen bij Natalia Linitchuk en Gennadi Karpanossov. Voorheen reed ze onder andere met Ivan Lobanov en Maxim Bolotin.
In 2003 werden ze wereldkampioen bij de junioren. Op het EK van 2007 wonnen ze de zilveren medaille en op het EK van 2008 veroverden ze de Europese titel. Op het WK van 2009 voegden ze daar, na een jaar blessure leed, een tweede titel aan toe. In het seizoen 2009/10 behaalden ze op het EK hun tweede Europese titel binnen, tijdens de Olympische Winterspelen in Vancouver behaalden ze de bronzen medaille.
Domnina is sinds 2014 getrouwd met Roman Kostomarov, het stel heeft samen een dochter en een zoon.

## Persoonlijke records
Met Maxim Shabalin
| records                | punten | datum      | toernooi |
| ---------------------- | ------ | ---------- | -------- |
| Hoogste totaalscore    | 207.64 | 22-02-2010 | OS 2010  |
| Hoogste verplichte kür | 43.76  | 19-02-2010 | OS 2010  |
| Hoogste originele kür  | 64.68  | 26-03-2009 | WK 2009  |
| Hoogste vrije kür      | 104.99 | 25-01-2008 | EK 2008  |

## Belangrijke resultaten
In 2000 met Ivan Lobanov, in 2002 met Maxim Bolotin, van 2003-2010 met Maxim Shabalin
| Kampioenschap                         | 99/00 | 00/01 | 01/02 | 02/03 | 03/04  | 04/05 | 05/06  | 06/07  | 07/08 | 08/09 | 09/10 |
| ------------------------------------- | ----- | ----- | ----- | ----- | ------ | ----- | ------ | ------ | ----- | ----- | ----- |
| Olympische Spelen                     |       |       |       |       |        |       | 9e     |        |       |       | Brons |
| Wereldkampioenschappen kunstschaatsen |       |       |       | 15e   | 10e    | 8e    | 7e     | 5e     |       | Goud  |       |
| Europees kampioenschap                |       |       |       | 12e   | 7e     | 6e    | 6e     | Zilver | Goud  | tzt*  | Goud  |
| Nationaal kampioenschap               | 8e    |       |       | Brons | Zilver | Goud  | Zilver | Goud   |       |       | Goud  |
| WK junioren                           |       |       | 7e    | Goud  |        |       |        |        |       |       |       |
| NK Junioren                           |       |       | Brons |       |        |       |        |        |       |       |       |

* tzt = trokken zich terug 